# Üreshordozó-díj
Az üreshordozó-díj vagy magáncélú másolásokhoz kapcsolódó díj egy jogdíjátalány, melyet a magáncélú másolásra alkalmas adathordozókra vetnek ki.
Alkalmazása, kivetésének módja, mértéke országonként változik. Kivetését azzal indokolják, hogy a magáncélú másolási technikák elterjedésével jelentős jogdíjkiesést kénytelenek elkönyvelni a szerzői jogdíjra jogosultak, hogy az otthoni másolás jogszerűsége nehezen ellenőrizhető, és hogy a magáncélú felhasználásra vásárolt adathordozók többségén tárolnak jogdíjköteles anyagokat.
A díj hivatalosan csak a legális másolásból fakadó jogdíjkiesést hivatott pótolni, a jogtalan (nem magáncélú) másolást nem legalizálja. A gyakorlatban viszont nyilvánvaló, hogy a díj ürügye inkább a kalózmásolatoknak és a fájlcserének tulajdonított jövedelemkiesés; bevezetése sokszor összekapcsolódik a másolás valamilyen fokú dekriminalizálásával.
A díjat többnyire a nagykereskedők fizetik be, amit az eladási árba építve továbbhárítanak a kiskereskedőre, majd a vevőre. A befizetett díjat rendszerint egy állami vagy civil jogdíjakat kezelő szervezet osztja el országonként változó arányban a szerzők, előadók és kiadók között.
Alkalmazása a jogi környezetnek megfelelően rendkívül változatos: az Európai Gazdasági Térség 31 tagállama közül mindössze ötben (Ciprus, Egyesült Királyság, Írország, Luxemburg, Málta) nincs semmilyen díjazás az üres hordozók kereskedelme után. Ezekben az államokban a magáncélú másolatkészítések jogsértőnek minősülnek – míg Magyarországon az otthoni zenei, filmes másolatkészítések miatt nem érheti az állampolgárokat jogi hátrány.

## A szerzői jogdíj mértéke az üres hordozók árában
Az üreshordozó-díj mértéke 2018. január 1. és 2018. december 31. között Magyarországon:
| Típus                                                             | Időtartam/Méret                   | Fizetendő jogdíj |
| ----------------------------------------------------------------- | --------------------------------- | ---------------- |
| 1. Audiokazetta                                                   |                                   | 25 Ft/db         |
| 2. Videókazetta                                                   |                                   | 60 Ft/db         |
| 3. CD-R típusok                                                   |                                   |                  |
|                                                                   | CD-R és CD-RW 300 MB-ig           | 16 Ft/db         |
|                                                                   | CD-R és CD-RW/Data 700 MB-ig      | 44 Ft/db         |
|                                                                   | CD-R és CD-RW/Data 700 MB felett  | 64 Ft/db         |
|                                                                   | CD-R és CD-RW Audio 700 MB felett | 64 Ft/db         |
| 4. DVD típusok (pl. DVD-R/+R, DVD-RW/+RW, DVD-RAM)                |                                   |                  |
|                                                                   | 4,7 GB alatt                      | 16 Ft/db         |
|                                                                   | 4,7 GB                            | 75 Ft/db         |
|                                                                   | 9,4 GB-ig                         | 180 Ft/db        |
| 5. Egyéb nagy kapacitású optikai diszk                            |                                   |                  |
|                                                                   | 4,7 GB                            | 78 Ft/db         |
|                                                                   | 9,4 GB-ig                         | 187 Ft/db        |
|                                                                   | 15 GB-ig                          | 312 Ft/db        |
|                                                                   | 25 GB-ig                          | 416 Ft/db        |
|                                                                   | 50 GB-ig                          | 520 Ft/db        |
|                                                                   | 100 GB-ig                         | 727 Ft/db        |
|                                                                   | 200 GB-ig                         | 831 Ft/db        |
|                                                                   | 200 GB felett                     | 883 Ft/db        |
| 6. Minidiszk                                                      |                                   | 64 Ft/db         |
| 7. Kép-, illetve hanghordozóként használható memóriakártyák       |                                   |                  |
|                                                                   | 1 GB-ig                           | 140 Ft/db        |
|                                                                   | 2 GB-ig                           | 281 Ft/db        |
|                                                                   | 4 GB-ig                           | 468 Ft/db        |
|                                                                   | 8 GB-ig                           | 748 Ft/db        |
|                                                                   | 16 GB-ig                          | 1496 Ft/db       |
|                                                                   | 32 GB-ig                          | 2993 Ft/db       |
|                                                                   | 32 GB felett                      | 3180 Ft/db       |
| 8. Külső háttértárolók (pl. pendrive, külső SSD)                  |                                   |                  |
|                                                                   | 1 GB-ig                           | 92 Ft/db         |
|                                                                   | 2 GB-ig                           | 183 Ft/db        |
|                                                                   | 4 GB-ig                           | 366 Ft/db        |
|                                                                   | 8 GB-ig                           | 548 Ft/db        |
|                                                                   | 16 GB-ig                          | 1097 Ft/db       |
|                                                                   | 32 GB-ig                          | 2195 Ft/db       |
|                                                                   | 32 GB felett                      | 2286 Ft/db       |
| 9. Hordozható multimédia eszközbe integrált tárolóegységek        |                                   |                  |
|                                                                   | 64 MB-tól 128 MB-ig               | 416 Ft/db        |
|                                                                   | 256 MB-ig                         | 623 Ft/db        |
|                                                                   | 512 MB-ig                         | 1039 Ft/db       |
|                                                                   | 1 GB-ig                           | 1559 Ft/db       |
|                                                                   | 2 GB-ig                           | 1870 Ft/db       |
|                                                                   | 4 GB-ig                           | 3117 Ft/db       |
|                                                                   | 8 GB-ig                           | 4156 Ft/db       |
|                                                                   | 16 GB-ig                          | 6234 Ft/db       |
|                                                                   | 40 GB-ig                          | 7273 Ft/db       |
|                                                                   | 80 GB-ig                          | 8312 Ft/db       |
|                                                                   | 80 GB felett                      | 9351 Ft/db       |
| 10. Mobiltelefon-készülékekbe integrált tárolóegységek            |                                   |                  |
|                                                                   | 128 MB-tól 256 MB-ig              | 319 Ft/db        |
|                                                                   | 512 MB-ig                         | 532 Ft/db        |
|                                                                   | 1 GB-ig                           | 798 Ft/db        |
|                                                                   | 2 GB-ig                           | 958 Ft/db        |
|                                                                   | 4 GB-ig                           | 1596 Ft/db       |
|                                                                   | 8 GB-ig                           | 2128 Ft/db       |
|                                                                   | 16 GB-ig                          | 3192 Ft/db       |
|                                                                   | 32 GB-ig                          | 3724 Ft/db       |
|                                                                   | 64 GB-ig                          | 4256 Ft/db       |
|                                                                   | 64 GB felett                      | 4788 Ft/db       |
| 11. Szórakoztató elektronikai eszközökbe integrált tárolóegységek |                                   |                  |
|                                                                   | 80 GB-ig                          | 2660 Ft/db       |
|                                                                   | 160 GB-ig                         | 3325 Ft/db       |
|                                                                   | 250 GB-ig                         | 4654 Ft/db       |
|                                                                   | 250 GB felett                     | 5985 Ft/db       |
| 12. Külső merevlemez, külső HDD                                   |                                   |                  |
|                                                                   | 250 GB-ig                         | 1147 Ft/db       |
|                                                                   | 500 GB-ig                         | 1625 Ft/db       |
|                                                                   | 1 TB-ig                           | 2103 Ft/db       |
|                                                                   | 2 TB-ig                           | 2581 Ft/db       |
|                                                                   | 2 TB felett                       | 4302 Ft/db       |
| 13. Táblagépekbe integrált tárolóegységek                         |                                   |                  |
|                                                                   | 128 MB-tól 256 MB-ig              | 319 Ft/db        |
|                                                                   | 512 MB-ig                         | 532 Ft/db        |
|                                                                   | 1 GB-ig                           | 798 Ft/db        |
|                                                                   | 2 GB-ig                           | 958 Ft/db        |
|                                                                   | 4 GB-ig                           | 1596 Ft/db       |
|                                                                   | 8 GB-ig                           | 2128 Ft/db       |
|                                                                   | 16 GB-ig                          | 3192 Ft/db       |
|                                                                   | 32 GB-ig                          | 3724 Ft/db       |
|                                                                   | 64 GB-ig                          | 4256 Ft/db       |
|                                                                   | 64 GB felett                      | 4788 Ft/db       |

Magyarországon lehetőség van a magánmásolási díj visszatérítésére: ha a hordozót professzionális alkotó tevékenységet folytató természetes személy használja – kizárólag saját professzionális, szerzői jog által védett tartalmai másolására –, akkor az üres hordozó árában foglalt magánmásolási díjat visszaigényelheti.

## Külső hivatkozások
- artisjus Archiválva 2011. szeptember 23-i dátummal a Wayback Machine-ben – az üres hanghordozók után fizetett jogdíjak jogalapjáról
- artisjus – az ARTISJUS közleménye a magáncélú másolásokra tekintettel megállapított üres hang- és képhordozó jogdíjakról
- CompLex jogtár – 1999. évi LXXVI. törvény a szerzői jogról
- Jogi Fórum Archiválva 2011. december 14-i dátummal a Wayback Machine-ben – az Európai Bíróság ítélete üres hordozó díjak tekintetében